# 산악물쥐
산악물쥐(Baiyankamys habbema)는 쥐과에 속하는 설치류의 일종이다. 인도네시아 서뉴기니(서파푸아)와 파푸아뉴기니에서 발견된다. 자연 서식지는 강이다.